# Řád distinkce (Belize)
Řád distinkce (anglicky Order of Distinction) je belizské státní vyznamenání založené roku 1991.

## Historie a pravidla udílení
Řád byl založen dne 16. srpna 1991. V systému státních vyznamenání Belize se řadí na třetí místo za Řád Belize. Kancléřem řádu je generální guvernér Belize. Udílen je v jediné třídě za mimořádné úsilí o stát nebo lidstvo obecně. Řádový odznak se nosí na široké stuze spadající z ramene na protilehlý bok.

## Insignie
Stuha je světle modrá s oběma okraji lemovanými trojicí proužků v barvě modré, červené a modré.